# Anton Urdih
Anton Urdih, slovenski rimskokatoliški duhovnik, * 17. januar 1795, Mavhinje, Tržaška pokrajina, † 18. avgust 1865, (?).
V duhovnika je bil posvečen 18. oktobra 1818. Najprej je služboval kot kaplan na Šentviški Gori, leta 1819 pa je postal tajnik   nadškofijske pisarne. V letih 1824−1848 je bil nadškofijski kancler, nato je bil imenovan za kanonika, leta 1864 pa je postal dekan stolnice. Urdih je bil tudi nadškofijski šolski nadzornik.